# Municipio de Los Reyes (Michoacán)
El municipio de Los Reyes es uno de los 113 municipios en que se encuentra dividido el estado mexicano de Michoacán de Ocampo. Su cabecera es la ciudad de Los Reyes de Salgado.

## Geografía
El municipio de Los Reyes está ubicado en el centro del estado de Michoacán. Tiene una extensión territorial total de 482.35 km².
Limita al norte con los municipios de Tocumbo, Tingüindín y Tangancícuaro; al este con los municipios de Tangancícuaro, Charapan y Uruapan; al sur con los municipios de Uruapan, Peribán y el estado de Jalisco; al oeste con el estado de Jalisco y los municipios de Tocumbo y Tingüindín.
Los Reyes de Salgado, cabecera del municipio, se encuentra en la ubicación 19°44′0″N 100°16′1″O / 19.73333, -100.26694, a una altitud de 2794 m s. n. m.
Junto con los municipios de Aguililla, Apatzingán, Buenavista, Cotija, Parácuaro, Peribán, Tepalcatepec, Tingüindín y Tocumbo, forma parte de la región Región 5. Tepalcatepec.
Según la clasificación climática de Köppen el clima de Los Reyes corresponde a la categoría Cwb (oceánico de montaña con invierno seco y verano suave).

## Demografía
La población total del municipio de Los Reyes es de 78 935 habitantes, lo que representa un crecimiento promedio de 2.1% anual en el período 2010-2020 sobre la base de los 64 141 habitantes registrados en el censo anterior. Al año 2020 la densidad del municipio era de 164,1 hab/km².
| Gráfica de evolución demográfica de Municipio de Los Reyes entre 2000 y 2020 |
|                                                                              |
| Fuente: Instituto Nacional de Estadística Geografía e Informática            |

En el año 2010 estaba clasificado como un municipio de grado bajo de vulnerabilidad social, con el 16.42 % de su población en estado de pobreza extrema.
La población del municipio está mayoritariamente alfabetizada (11.62% de personas analfabetas al año 2010) con un grado de escolarización algo inferior a los 7 años. El 21.50% de la población se reconoce como indígena.
El 91.69% de la población profesa la religión católica. El 2.44% adhiere a las iglesias Protestantes, Evangélicas y Bíblicas.

### Localidades
En el censo de 2020 el municipio de Los Reyes contaba con 48 localidades.
| Código INEGI      | Localidad                   | Población (2020) |
| ----------------- | --------------------------- | ---------------- |
| 160750001         | Los Reyes de Salgado        | 49 940           |
| 160750013         | Pamatácuaro                 | 3 729            |
| 160750024         | San Sebastián               | 3 727            |
| 160750008         | J. Jesús Díaz Tzirio        | 2 689            |
| 160750002         | Atapan                      | 2 631            |
| 160750026         | Sicuicho                    | 2 313            |
| 160750018         | San Isidro                  | 1 763            |
| 160750009         | Los Limones                 | 1 569            |
| 160750017         | San Benito                  | 1 386            |
| 160750033         | La Zarzamora                | 1 218            |
| 160750016         | San Antonio Tierras Blancas | 1 029            |
| Otras localidades | Otras localidades           | 6 941            |
| Total municipal   | Total municipal             | 78 935           |

## Educación y salud
En 2010, el municipio contaba con escuelas preescolares, primarias, secundarias, 6 escuelas de formación media (bachilleratos), 7 escuelas de formación para el trabajo y 25 escuelas primarias indígenas. Las unidades médicas en el municipio eran 13, con un total de personal médico de 102 personas.
El 37.5% de la población de 15 años o más (23 368 personas) no había completado la educación básica, carencia social calificada como rezago educativo. El 33.6% de la población (20 976 personas) no tenía acceso a servicios de salud.

## Monumentos históricos
Por su valor arquitectónico se preservan:
- Parroquia de los Santos Reyes
- Capilla de San Gabriel
- Templo del señor San Pedro
- Hospital capilla de Santa Rosa

## Economía
La economía de las localidades más pobladas del municipio se basa en la agricultura y la explotación forestal. Por el número de unidades económicas activas, los sectores más dinámicos son el comercio minorista, la prestación de servicios generales no gubernamentales y en menor medida la elaboración de productos manufacturados.

## Política

### Presidentes municipales
| C. Heriberto González Díaz     | 1981-1983 |
| C. Federico Barajas García     | 1984-1986 |
| Jose Luis García Sánchez       | 1987-1989 |
| Francisco Lunar Vargas         | 1990-1992 |
| Carlos González Sánchez        | 1992-1995 |
| Alfonso Morales Ochoa          | 1996-1998 |
| Ramón Chávez Chávez            | 1999-2001 |
| Guadalupe Hernández Alcalá     | 2002-2004 |
| José Antonio Guzmán Tejeda     | 2005-2007 |
| Ricardo Espinosa Valencia      | 2008-2011 |
| José Antonio Salas Valencia    | 2012-2015 |
| Jesús Álvarez Hernández        | 2015-2018 |
| César Enrique Palafox Quintero | 2018-2021 |
| José Antonio Salas Valencia    | 2021-2024 |
| Humberto Jiménez Solís         | 2024-2027 |